# Barba mariae
Barba mariae is een haft uit de familie Leptophlebiidae. De wetenschappelijke naam van de soort is voor het eerst geldig gepubliceerd in 1972 door Peters & Tsui.
De soort komt voor in het Australaziatisch gebied.